# Marc et Claude
Pour les articles homonymes, voir Marc et Claude.
Marc et Claude est un groupe allemand de musique électronique constitué de Marc Romboy et Klaus Derichs. Dr. Sam, Marcello & Claudio et Tohuwahobu figurent parmi leur autres noms d'emprunts.
Ils furent notamment actifs à la fin des années 1990 et dans les années 2000. Leur plus grand succès est I Need Your Lovin' (Like The Sunshine), une reprise d’Everybody's Got to Learn Sometime des Korgis.

## Discographie
- You Own The Sound (2003)[1]